# Главная улица (Казань)
Главная улица (тат. Баш урам, Baş uram) — улица в посёлке Дербышки Советского района Казани.

## География
Начинаясь от Окружной улицы, пересекает улицы Трудящихся, Вяземская, Инструментальная, Каштановая, Мира, Халезова и заканчивается пересечением с улицей Липатова.

## История
Первые из ныне существующих многоквартирных домов были построены во второй половине 1940-х; частные дома в начале улицы были выстроены в тот же период. Также в конце улицы находилась барачная застройка, которая была снесена в 1960-е годы и была заменена хрущёвками. Первое название улице (Театральная) было присвоено в декабре 1952 года; современное название было присвоено улице 11 ноября 1954 года.
В конце 2010-х годов улицу планировалось превратить в четырёх-шести полосную магистраль со сносом части домов, но после протестов местных жителей от этих планов отказались.
Застройка улицы — «частный сектор» (от начала улицы до Каштановой), малоэтажные сталинки (от Каштановой до Мира), хрущёвки (от улицы Мира до Липатова).
С момента образования входила в состав Советского района.

## Объекты
- №№ 1, 2, 3, 4, 5, 6, 7, 8, 9, 10, 11, 12, 13, 14, 15, 16, 43/13, 44/11, 46/12, 47, 48, 49, 50, 51/29, 52/27, 56а, 56б, 56, 60, 62, 66, 68, 70 — жилые дома оптико-механического завода.[3]

- № 45/14 — жилой дом стройтреста № 2.[14]
- № 58а — детский сад № 233 «Ландыш» (бывший ведомственный оптико-механического завода).[15]

- № 67, 69, 69а, 71, 71а, 71б — жилые дома ГИПО.[16]
  - № 69 — в этом доме располагался детский сад № 168 ГИПО.[17]

## Транспорт
По улице ходят автобусы; на остановке «Магазин „Восток“» останавливаются автобусы №№ 1, 25, 60.